# Pseudolychas ochraceus
Espèce
Synonymes
- Lychas ochraceus Hirst, 1911

Pseudolychas ochraceus est une espèce de scorpions de la famille des Buthidae.

## Distribution
Cette espèce est endémique d'Afrique du Sud. Elle se rencontre dans les provinces du Mpumalanga, du Limpopo, du Gauteng, du Nord-Ouest et de l'État-Libre.
Sa présence est incertaine au Botswana, au Lesotho et au Zimbabwe.

## Description
La femelle holotype mesure 32,5 mm.
Les mâles mesurent de 36,0 à 41,9 mm et les femelles de 34,0 à 37,3 mm.

## Systématique et taxinomie
Cette espèce a été décrite sous le protonyme Lychas ochraceus par Hirst en 1911. Elle est placée dans le genre Pseudolychas par Hewitt en 1918.

## Publication originale
- Hirst, 1911 : « Descriptions of new Scorpions. » Annals & Magazine of Natural History, sér. 8, vol. 8, p. 462-473 (texte intégral).